# جيمس زي
جيمس زي (بالإنجليزية: James Sie) (18 ديسمبر 1962 في الولايات المتحدة)؛ ممثل وروائي أمريكي.

## روابط خارجية
- جيمس زي على موقع IMDb (الإنجليزية)
- جيمس زي على موقع ألو سيني (الفرنسية)
- جيمس زي على موقع أول موفي (الإنجليزية)
- جيمس زي على موقع قاعدة بيانات الأفلام السويدية (السويدية)
- جيمس زي على موقع قاعدة بيانات الفيلم (الإنجليزية)
- جيمس زي على موقع كينوبويسك (الروسية)